# Bisdom Killala
Het bisdom Killala (Latijn: Dioecesis Alladensis, Iers: Deoise Chill Ala) is een rooms-katholiek bisdom in Ierland. Het omvat het noordelijke deel van het graafschap Mayo met daarnaast een klein deel van het graafschap Sligo. Het bisdom werd gesticht in 1110 tijdens de synode van Rathbreasail. 

## Kathedraal

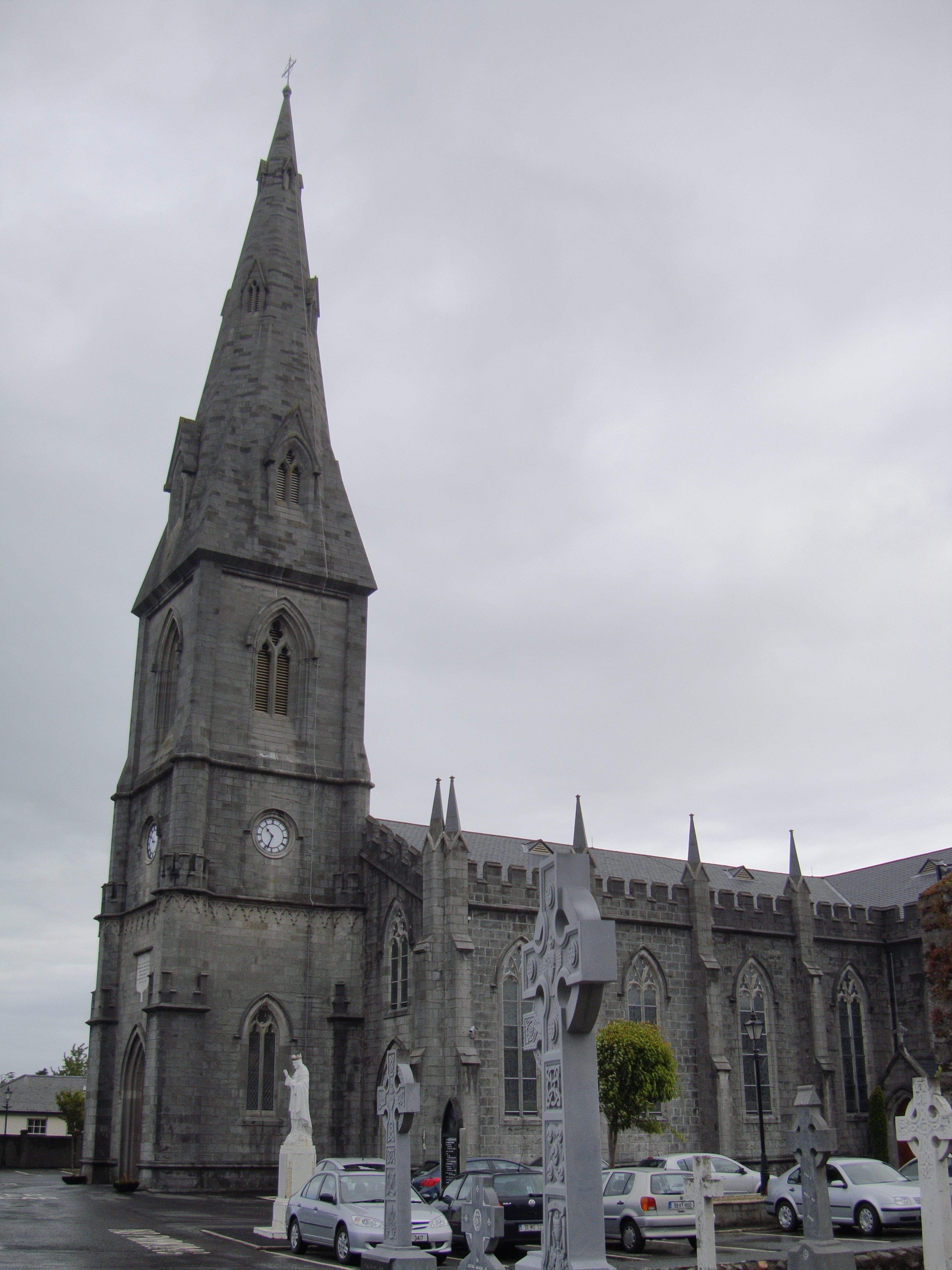
Kathedraal in Ballina

De kathedraal van het bisdom staat tegenwoordig in de plaats Ballina. De kerk werd gebouwd tussen 1827 en 1855. Het gebouw is gewijd aan de patroonheilige van het bisdom Muiredach van Killala. De oorspronkelijke kathedraal in Killala is in gebruik bij de Church of Ireland.